# Eidenberg (Wegscheid)
Eidenberg ist ein Ortsteil des Marktes Wegscheid und eine Gemarkung im niederbayerischen Landkreis Passau. Er liegt nahe dem österreichischen Grenzort Oberkappel.

## Geschichte
Das Dorf im ehemaligen Hochstift Passau fiel bei der Säkularisation 1803 mit dem größten Teil des hochstiftischen Gebietes an Erzherzog Ferdinand von Toskana und kam erst 1805 an Bayern. Im Zuge der Verwaltungsreformen in Bayern wurde mit dem Gemeindeedikt von 1818 die Gemeinde Eidenberg mit den Orten Aiglsöd, Fronau, Gossingerreut, Hartmannsreut, Kappel, Kitzau, Maierhof, Mitterwasser, Monigottsöd, Niederwegscheid, Raschmühl, Steinmühl und Stiermühl begründet. Am 1. Januar 1972 wurden die bis dahin selbständigen Gemeinden Kasberg, Meßnerschlag und Möslberg nach Wegscheid  eingegliedert. Am 1. Juli 1972 kamen Eidenberg, Thalberg und Thurnreuth hinzu. Wildenranna folgte am 1. Mai 1978.